# Maasbrug bij Hermalle-sous-Argenteau

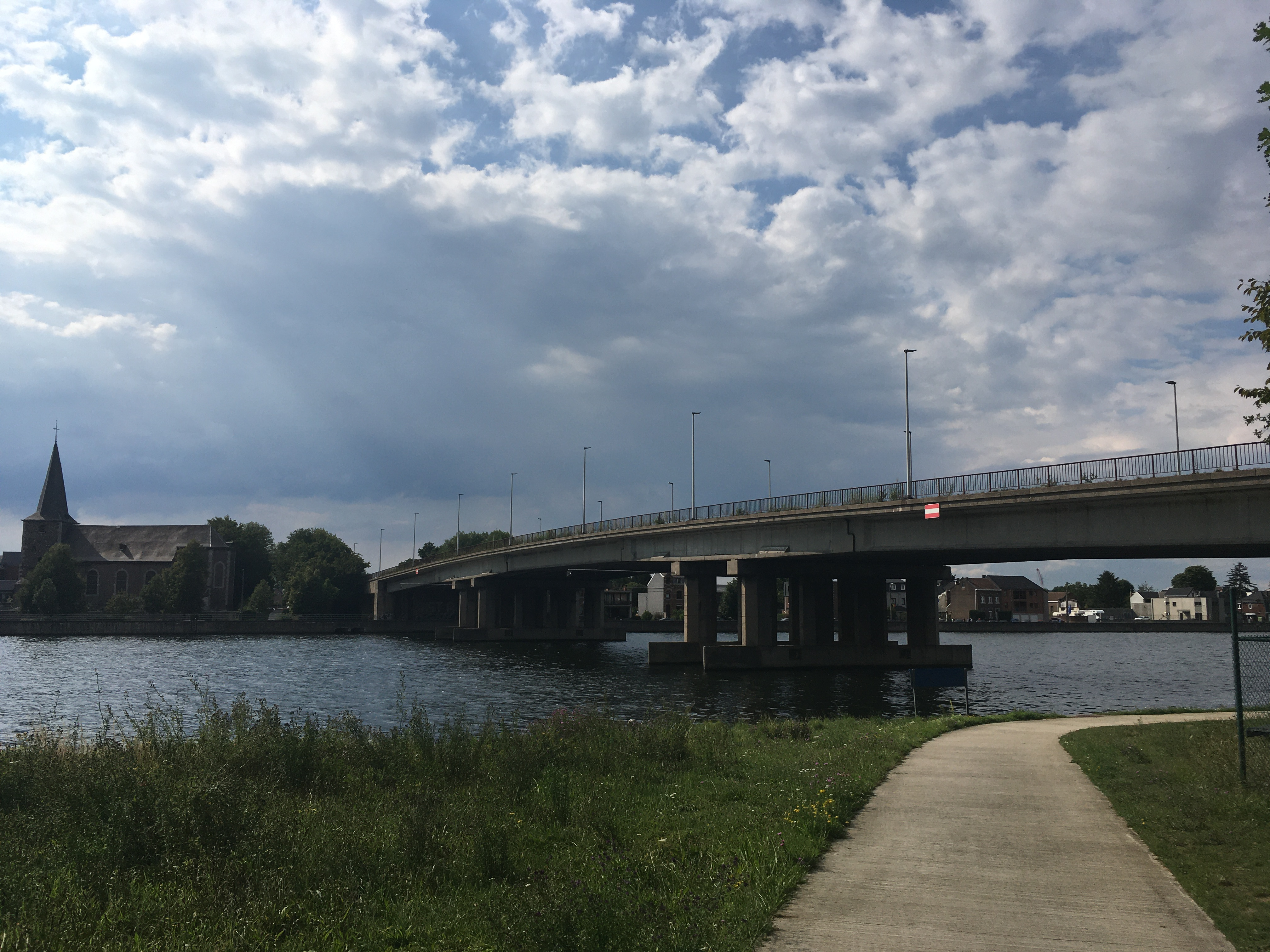
Maasbrug met aan de overzijde de Sint-Lambertuskerk van Hermalle-sous-Argenteau.

De Maasbrug bij Hermalle-sous-Argenteau is een verkeersbrug over de rivier de Maas, de autosnelweg A25 en spoorlijn 40. De brug maakt, samen met de brug over het Albertkanaal, deel uit van een lokale weg die Oupeye met Argenteau verbindt.

## Oude brug
Op 4 augustus 1914 werd de oude brug (Pont d'Argenteau) op deze locatie opgeblazen, ter vertraging van de Duitse opmars door België tijdens de Eerste Wereldoorlog.

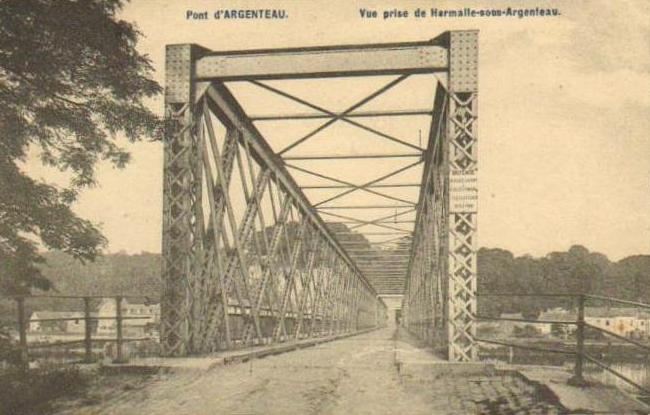
De oude brug
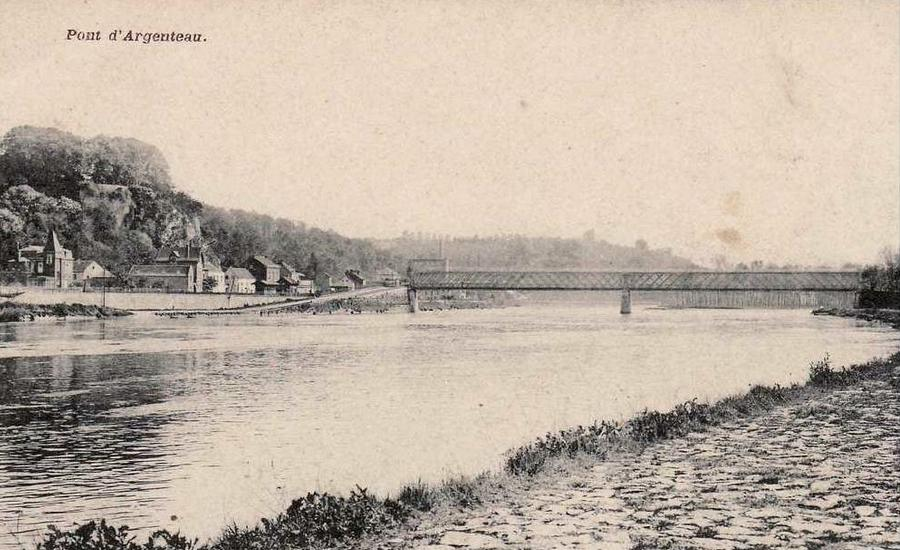
De oude brug